# Фрик, Генри Клэй
Генри Клэй Фрик (англ. Henry Clay Frick; 19 декабря 1849, Уэст-Овертон, округ Уэстморленд, Пенсильвания, — 2 декабря 1919, Нью-Йорк) — американский предприниматель, финансист и меценат.
Основатель компании по производству кокса H. C. Frick & Company, руководитель Carnegie Steel Company, сыграл важную роль в создании гигантского сталепромышленного концерна U.S. Steel. Финансировал строительство Пенсильванской железной дороги и железной дороги Филадельфия — Рединг, владел значительной недвижимостью в Питтсбурге и других городах Пенсильвании.
Также известен тем, что построил в Нью-Йорке дом, вошедший в историю под именем «Особняк Фрика» и ставший одной из достопримечательностей Манхэттена, который вместе с собранной им коллекцией произведений искусства завещал для основания музея, ныне известного как Коллекция Фрика.
Упоминался современниками и историками как «самый ненавидимый человек в Америке» и «худший американский управляющий всех времен» за жестокость и отсутствие морали в бизнесе.
В 1892 году на Фрика совершил неудачное покушение Александр Беркман.